# Brateljevići
Brateljevići es un pueblo ubicado en la municipalidad de Kladanj, en el cantón de Tuzla, Bosnia y Herzegovina.

## Superficie
Posee una superficie de 21,28 kilómetros cuadrados.

## Demografía
Hasta 2013 la población era de 406 habitantes, con una densidad de población de 19,1 habitantes por kilómetro cuadrado.